# Pedrosa de Río Úrbel
Pedrosa de Río Úrbel és un municipi de la província de Burgos a la comunitat autònoma de Castella i Lleó. Forma part de la comarca d'Alfoz de Burgos.

## Demografia
| 1991 |  | 1996 |  | 2001 |  | 2004 |
| ---- |  | ---- |  | ---- |  | ---- |
| 315  |  | 301  |  | 267  |  | 269  |

## Personatges
- Fray Justo Pérez de Urbel (1875,†Cuelgamuros 1979): religiós, catedràtic d'Història, escriptor i primer Abat del Valle de los Caídos.